# Parque Nacional de Salonga
O Parque Nacional de Salonga, na República Democrática do Congo, foi considerado Patrimônio Mundial pela UNESCO em 1984. É a maior reserva florestal da África[carece de fontes?], com 3.600.000 hectares, e engloba uma grande parte das antigas províncias de Equateur e Kasaï Ocidental, bem no centro do país.
Constituído de dois blocos, praticamente intactos, de floresta tropical úmida e planícies, principalmente sobre terrenos não pantanosos, o parque protege populações de elefantes e o curioso bonobo (Pan paniscus), parente próximo do chimpanzé[carece de fontes?].
O parque esteve inscrito na lista do património mundial em perigo entre 1984 e 1992 devido  ao declínio da população de rinocerontes-brancos, que recuperou[carece de fontes?] em resultado das acções do Comité do Património Mundial, da IUCN, do WWF, da Sociedade Zoológica de Frankfurt e das autoridades nacionais. Recentemente, contudo, a guerra civil levou a ataques[carece de fontes?] à infrastrutura do parque mas, apesar disso, os relatórios de várias ONGs  internacionais dedicadas à conservação ambiental indicam que os funcionários do parque têm resistido eficazmente às tentativas dos caçadores furtivos.